# Symphurus thermophilus
Symphurus thermophilus ist eine kleine Plattfischart aus der Familie der Hundszungen (Cynoglossidae). Die Art kommt disjunkt im westlichen Pazifik in Tiefen von etwa 240 bis 730 Metern ausschließlich in der unmittelbaren Umgebung von hydrothermalen Quellen vor, worauf das Art-Epitheton verweist (thermophilus = wärmeliebend). Nachgewiesen wurde Symphurus thermophilus im Bereich der Bonininsel südlich von Japan und bei den Kermadecinseln nördlich von Neuseeland. Zwischen den beiden bisher bekannten Verbreitungsgebieten liegt eine Distanz von etwa 6500 km. Deshalb ist es wahrscheinlich, dass die Art auch bei dazwischen gelegenen Hydrothermalquellen vorkommt.

## Merkmale
Symphurus thermophilus wird etwa zehn Zentimeter lang und hat 47 bis 51 Wirbel. Die Augenseite von Kopf und Körper ist mittel bis dunkel schokoladenbraun gefärbt und durch fünf bis acht dunkle, in den meisten Fällen unvollständige Querbänder und mit zahlreichen, dunklen oder weißlichen unregelmäßig geformten Flecken gemustert. Direkt hinter dem Kiemendeckel, wo die Bauchhöhle der Tiere liegt, sind die Fische schwärzlich-braun. Von anderen Symphurus-Arten unterscheidet sich Symphurus thermophilus unter anderem durch den deutlich breiteren Körper und die relativ großen Augen.
- Flossenformel: Dorsale 88–94, Anale 74–80, Pectorale 4, Caudale 14.
- Schuppenformel: 100–112 (mLR), 47–56 (QR).[1]

## Lebensweise
Symphurus thermophilus lebt in großer Individuendichte ausschließlich in unmittelbarer Umgebung von heißen Quellen.  Am Unterseeberg Nikko fraß Symphurus thermophilus fast ausschließlich die Garnelenart Opaepele loihi, die nur an hydrothermalen Quellen vorkommt. An anderen Tiefseebergen fraßen die Fische auch andere kleine Krebstiere und Vielborster, sowie den Bakterienrasen auf den Schwefelablagerungen.